# Geoffrey Koziol
Geoffrey Granter Koziol (* 5. Mai 1951 in Los Angeles) ist ein US-amerikanischer Historiker.

## Leben
Koziol erwarb 1973 den AB an der Princeton University, 1976 den MA an der Stanford University und 1982 den PhD an der Stanford University. Er lehrt an der University of California, Berkeley (1989–1992: Assistant Professor; 1992–2007: Associate Professor; seit 2007 Professor).
Seine Forschungsschwerpunkte sind Politik und Ritual im spätkarolingischen und kapetischen Frankreich; karolingisches und nachkarolingisches Mönchtum; politische Macht und religiöser Diskurs; Diplomatik (das Studium von Urkunden und Diplomen) und Geschichtsschreibung.

## Schriften (Auswahl)
- Begging pardon and favor. Ritual and political order in early medieval France. Ithaca 1992, ISBN 0-8014-2369-4.
  - Zbigniew Dalewski (Übersetzer): Błaganie o przebaczenie i łaskę. Porządek rytualny i polityczny wczesnośredniowiecznej Francji. Warszawa 2009, ISBN 8323505438.
- The politics of memory and identity in Carolingian royal diplomas. The West Frankish kingdom (840–987). Turnhout 2012, ISBN 978-2-503-53595-1.